# Canal iònic

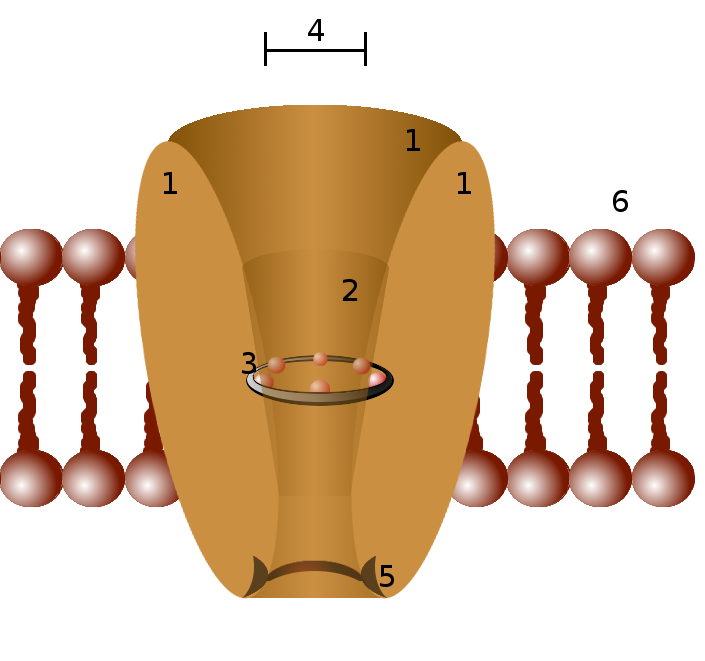
Diagrama esquemàtic d'un canal iònic. 1 - dominis proteics (típicament quatre per canal), 2 - vestíbul extern, 3 - filtre selectiu, 4 - diàmetre del filtre selectiu, 5 - lloc de fosforilació, 6 - membrana cel·lular.

Un canal iònic és una proteïna o un agregat de proteïnes que obre un porus en la membrana cel·lular. Per mitjà d'aqueix conducte, les cèl·lules i alguns organismes, com els bacteris, controlen el pas de nutrients i també intercanvien informació; regulen, en definitiva, el seu metabolisme. Els canals iònics regulen nombroses funcions fisiològiques del cos humà. Controlen el ritme cardíac, la contracció dels músculs, la secreció d'hormones al torrent sanguini, l'alliberament d'insulina en el pàncrees, i els impulsos elèctrics que permeten la transmissió d'informació en el sistema nerviós.
Actualment es creu que hi ha uns 300 canals iònics en una cèl·lula viva.
Els canals iònics es poden classificar en passius (sempre són permeables) i actius. Els actius només s'obren responent a un estímul. Aquest estímul pot ser un canvi de voltatge (canal iònic dependent de voltatge), la unió d'una substància (fàrmac, hormona, neurotransmissor...) al receptor del canal, (canal iònic dependent de lligand), la fosforilació de les proteïnes del canal (canal iònic dependent de fosforilació) o l'estirament mecànic (canal iònic mecano-sensible). Els canals iònics també es poden classificar segons els ions que deixen passar (calci, sodi, potassi).